# گاستون‌ویل (پنسیلوانیا)
گاستون‌ویل (به انگلیسی: Gastonville) یک منطقهٔ مسکونی در ایالات متحده آمریکا است که در پنسیلوانیا واقع شده‌است. گاستون‌ویل ۲٬۸۱۸ نفر جمعیت دارد.